# Chorinaeus taigensis
Chorinaeus taigensis là một loài tò vò trong họ Ichneumonidae.